# Wiesenaue
Wiesenaue település Németországban, azon belül Brandenburgban. Lakosainak száma 795 fő (2023. december 31.).

## Népesség
A település népességének változása:
| Lakosok száma | 778  | 780  | 783  | 799  | 795  |
|               | 2017 | 2019 | 2021 | 2022 | 2023 |